# لورن مارکیس
لورن مارکیس (انگلیسی: Laurent Marqueste; ۱۲ ژوئن ۱۸۴۸ – ۵ آوریل ۱۹۲۰) مجسمه‌ساز، و نقاش اهل فرانسه بود.
وی همچنین برندهٔ جوایزی همچون لژیون دونور (فرمانده) و جایزه بزرگ رم شده‌است.